# Микшино (Архангельская область)
Микшино — деревня в Красноборском районе Архангельской области. Входит в состав Верхнеуфтюгского сельского поселения.

## География
Находится в юго-восточной части Архангельской области на расстоянии приблизительно 16 км на запад-юго-запад по прямой от административного центра поселения деревни Верхняя Уфтюга на левобережье реки Уфтюга.

## История
В 1859 году здесь (деревня Сольвычегодского уезда Вологодской губернии) было учтено 6 дворов.

## Население
Численность населения: 35 человек (1859 год), 5 (русские 100 %) в 2002 году, 2 в 2010.